# Bugala
Bugala is een eiland in het Oegandese deel van het Victoriameer. Het is het grootste van de Ssese-eilanden en na het Tanzaniaanse Ukerewe-eiland het grootste eiland in het Victoriameer.
In het noordoosten van het eiland bevindt zich Kalangala, de hoofdplaats van het district Kalangala.
Belangrijke economische sectoren op het eiland zijn visserij, toerisme, bosbouw en landbouw met teelt van suikerriet, palmolie en ananas.
Het eiland is met veerboten bereikbaar vanuit de Oegandese stad Entebbe, en vanuit Bukakata op het Oegandese vasteland ten westen van het eiland. 